# 2589 Daniel
2589 Daniel је астероид главног астероидног појаса чија средња удаљеност од Сунца износи 2,878 астрономских јединица (АЈ).
Апсолутна магнитуда астероида је 12,4.